# ۵-هیدروکسی تریپتوفان
۵-هیدروکسی تریپتوفان (به انگلیسی: 5-Hydroxytryptophan) یک ترکیب اسیدآمینه‌ای واسطه‌ای است که در مسیر ساخت ترکیباتی مانند سروتونین ، ملاتونین و تریپتوفان ساخته می‌شود . این ترکیب با فرمول شیمیایی C۱۱H۱۲N۲O۳ با شناسه پاب‌کم ۱۴۴ است. که جرم مولی آن ۲۲۰٫۲۳ g/mol می‌باشد. 

## کاربردها
- داروسازی
- داروهای آرام بخش و خواب‌آور